# Ischnogyne
Ischnogyne é um género botânico pertencente à família das orquídeas (Orchidaceae).